# Црно позориште
Црно позориште је позориште у коме се користе специјални ефекти. Позадина бине је потпуно црна, глумци су обучени у црне трикое „од главе до пете“. На трикоима се налазе нацртани, нашивени различити ликови (нпр. костур човека), који су беле боје а често и флуоросцентни. Слабим - недовољним осветљењем постижу се визуелни ефекти који могу бити веома занимљиви. 
У свету постоје посебна позоришта које изводе само такве представе. Чеси су познати и по овом виду театра.